# イベルドローラ・タワー
イベルドローラ・タワー（スペイン語: Torre Iberdrola, バスク語: Iberdrola dorrea）は、スペイン・バスク州ビスカヤ県ビルバオにある超高層ビル。

## 構造
2009年3月19日に着工し、2012年2月21日に竣工した。全高165m（41階建て）であり、ビルバオとバスク州でもっとも高い建築物である。エネルギー企業のイベルドローラ社の本社として建設された。
1階から8階まではABBAグループによるホテルとして使用される予定だったが、結局ホテルとしての使用は断念され、200人収容のホールとなった。それ以外のフロアは業務用フロアとして使用されている。タワーに隣接して、カルレス・フェラテールが設計した2棟の住宅がある。タワーの入口はエウスカディ広場に面している。

## 歴史

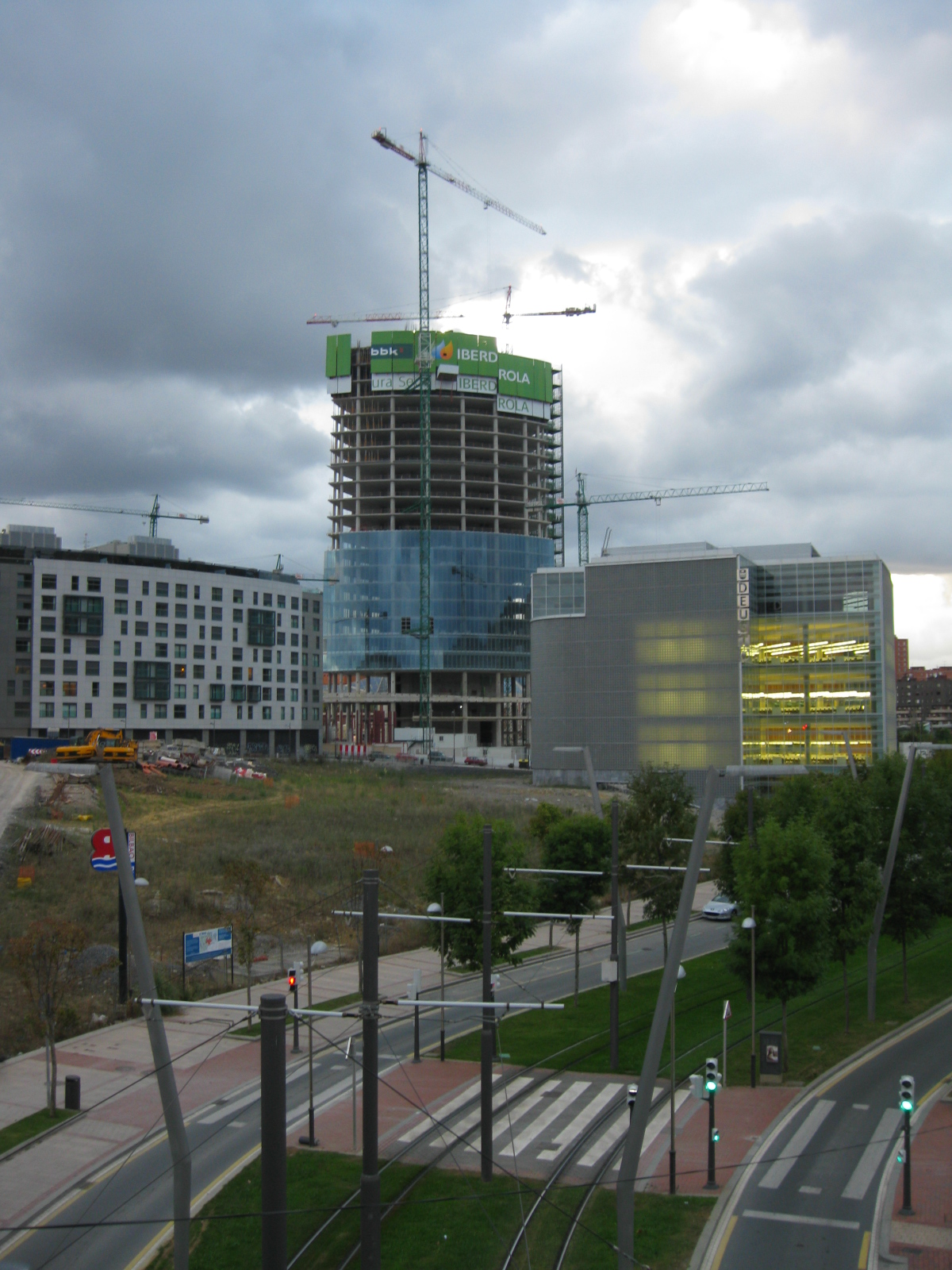
建設中の2009年9月

### アバンドイバラ地区の都市計画
1992年、ビルバオ都市圏の都市再生のための公共企業としてビルバオ・リア2000が設立された。ビルバオ・リア2000は1970年代に工業危機を受けた地域の再生成を目的とし、かつての工業地区を住宅用地、オフィスビル、緑地、その他の用途の建築物に変換した。これらの工業地区のひとつには、サルベ橋とエウスカルドゥナ造船所（破産済）の間にアバンドイバラ地区があった。1990年代初頭、ビスカヤ県の地域当局はシーザー・ペリのチームを選出し、348,000平方メートルの区域の都市計画のマスタープランを任せた。最初の提案のひとつには200mのツインタワーの建設があったが、アギナガ建築連合も加わった後の最終的な計画では、150mの単一のタワーと10階建ての住居ブロックが提案された。造船所跡地にはエウスカルドゥナ国際会議場・コンサートホールなども建設された。

### タワーの建設計画
1998年、ビスカヤ県政府はビルバオ市に所有する建物すべてを売却し、計画中の150mのタワーに移転することを発表した。タワーが建設される予定の土地はレンフェ（スペイン国鉄）によって所有されていたが、7900万ユーロでビスカヤ県政府に売却された。タワーは50,000平方メートルのオフィス面積が予定されていたが、さらに10,000平方メートルはないとビスカヤ県政府の活動には十分でないと判断され、ビスカヤ県政府は全高を150mから160mに増やすよう要求した。2003年の地方選挙ではビスカヤ県知事にホセ・ルイス・ビルバオが当選し、高額の費用がかかるタワーへの庁舎移転計画を廃止することを決断した。
タワーへの移転を求めるテナントについて様々な憶測がなされたが、2004年7月、ビルバオ市はエネルギー関連企業のイベルドローラと合意に達した。イベルドローラはタワー上部の10,000平方メートルを占有して新本社として活用し、残りのフロアは他の企業のオフィススペースとなる。タワーは全高165mで地上40階建て（地下5階）が予定され、建設費は2億1,000万ユーロと試算された。低層階部分にはABBAグループのホテルが入居することが予定されたが、後に撤回されてホールに変更された。

## 地理
ネルビオン川に隣接しており、かつては工業地区だったアバンドイバラ地区に建設された。この地区は1990年代以降に再開発がなされ、イベルドローラ・タワーの他にも、ビルバオ・グッゲンハイム美術館、エウスカルドゥナ国際会議場・コンサートホール、スビアルテ・ショッピングセンターなどが建設されている。ネルビオン川を挟んで対岸にはデウスト大学が位置している。ビルバオ・トラムのアバンドイバラ停留所が最寄り駅である。